# Idiochlora pudentifimbria
Idiochlora pudentifimbria är en fjärilsart som beskrevs av Louis Beethoven Prout 1912. Idiochlora pudentifimbria ingår i släktet Idiochlora och familjen mätare. Inga underarter finns listade i Catalogue of Life.